# Английские инженерные единицы
Некоторые области техники в Соединенных Штатах используют систему измерения физических величин, известную как английские инженерные единиц. Несмотря на свое название, система основана на обычных единицах измерения США и не используется в Англии. Современная британская инженерная практика использует СИ по крайней мере с конца 1970-х годов. Мили, ярды, футы, дюймы, пинты, фунты, стоуны (14 фунтов), галлоны (8 пинтов) и унции продолжают хождение в обычном использовании, но вся техническая документации Великобритании выполняется в СИ.

## Определение
Английские инженерные единицы — это система единиц, используемая в Соединенных Штатах.
| Измерение              | Английский инженерная единица | единица СИ          | равенство         |
| ---------------------- | ----------------------------- | ------------------- | ----------------- |
| время                  | секунда (с)                   | секунда (с)         | 1 с               |
| длина                  | фут (фут)                     | метр (м)            | 0,3048 м          |
| масса                  | фунт массы (фунт)             | килограмм (кг)      | 0,45359237 кг     |
| сила                   | фунт-сила (lbf)               | ньютон (Н)          | 4,4482216152605 Н |
| температура            | градус Фаренгейта (°F)        | градус Цельсия (°С) | °C                |
| абсолютная температура | градус Ренкина (°R)           | кельвин (К)         | К                 |

Единицы для других физических величин выводятся из вышеперечисленных по мере необходимости.
В английских инженерных единицах фунт-масса и фунт-сила являются разными базовыми единицами, а второй закон движения Ньютона принимает форму F =  ma/gc, где gc = 32.174 lb·ft/(lbf·s2).

## История и этимология
Термин английские единицы относится к системе, использовавшейся в Англии до 1826 года, до тех пор, пока она не была заменена (более строго определёнными) единицами Британской империи. Соединенные Штаты продолжали использовать английские инженерные единицы до Приказа Менденхолла 1893 года, который установил обычные единицы измерения Соединенных Штатов. Тем не менее, термин «английские единицы» сохранился в просторечии, под именем «английские инженерные единицы» стали подразумеваться обычные единицы измерения США, хотя они не имеют ни какого отношения к оригинальной английской системе до 1826 года.

### Заметки
1. ↑  A degree Fahrenheit is about half a degree Celsius. To convert a specific temperature from Fahrenheit to Celsius, subtract 32°F then divide by 9 and multiply by 5. For example, consider 50°F: 50 minus 32 = 18. 18/9 =2. 2x5=10. So 50°F = 10°C. But the subtraction of 32 does not apply to (say) a 50°F temperature change, which equates to a 277⁄9°C change.

Шаблон:United States Customary Units